# Pett Bottom
Pett Bottom – wieś w Anglii, w hrabstwie Kent, w dystrykcie Canterbury. Leży 7 km na południe od miasta Canterbury i 92 km na wschód od centrum Londynu.